# Simon Weinzierl

Taferne und Brauerei Weinzierl, Unterneuhausen, um 1930. Bild: Pfarrer Sebastian Huber

Simon Weinzierl (* 22. Oktober 1785 in Unterneuhausen; † 13. März 1849 ebenda) war ein bayerischer Bierbrauer, Gastwirt und Ökonom. Daneben war er Landrat im Isarkreis sowie von 1845 bis 1848 Abgeordneter im bayerischen Landtag.

## Leben
Simon Weinzierl wurde als zehntes von 13 Kindern des Gastwirts Jakob Weinzierl (1739–1817) und dessen Ehefrau Katharina geb. Neumayr (1746–1820) geboren. Cölestin Weinzierl, Dompropst zu Regensburg und ebenfalls Landtagsabgeordneter, war ein älterer Bruder. 
Weinzierl übernahm 1811 den elterlichen Hof nebst Gastwirtschaft in Unterneuhausen. 1825 erwarb er die Braurechte der vormaligen Brauerei des 1803 säkularisierten Klosters Seligenthal in Landshut von dessen Rechtsnachfolger, der Ludwig-Maximilians-Universität, und gründete damit die Brauerei Weinzierl Unterneuhausen. Diese sollte bis zu ihrer Schließung 2006 im Familienbesitz verbleiben (vgl. Liste ehemaliger Brauereien in Bayern#Landkreis Landshut).
Weinzierl war seit 1811 mit Katharina geb. Ammer aus Ergoldsbach (1785–1860) verheiratet. Das Paar hatte 15 Kinder, von denen nur fünf das Schulalter erreichten. Der Sohn Johann Georg (1816–1887) führte Brauerei, Gastwirtschaft und Hof ab 1848 fort.

## Zehent-Prozesse und Kontroverse um Beimessen
Ende der 1820er Jahre verklagte Pfarrer Stuhlberger von Unterneuhausen Weinzierl, weil dieser sich weigerte, den Zehent vom Ertrag seiner Felder an die Pfarrei zu entrichten. Der Zehent war in Bayern nur zu leisten, falls dies für den jeweiligen Acker und die jeweils angebaute Frucht seit geraumer Zeit üblich war. Dies nachzuweisen gelang dem Kläger weder vor dem Landgericht Landshut noch vor dem Appellationsgericht München. Er unterlag in beiden Verfahren, bekam also weiter keinen Zehent und musste die jeweiligen Prozesskosten vollständig tragen. Aus der nachfolgend dargestellten Kontroverse lässt sich die Vermutung ableiten, dass diese beiden Urteile die Alimentation auch anderer Pfarreien beeinträchtigt haben dürften.
Weinzierl starb am Dienstag, dem 13. März 1849, und wurde am Samstag, dem 17. März, beigesetzt. Offenbar war es bei derartigen Trauerfeiern üblich, dass neben dem eigentlichen Requiem am Beisetzungsort in den Nachbarpfarreien sogenannte Beimessen gelesen wurden. Das Regensburger Tagblatt meldete am 24. März, es habe deshalb für Weinzierl keine Beimessen gegeben, „weil er durch seine Zehentprozesse den Geistlichen großen Schaden zugefügt habe.“
Dies führte offenbar zu heftigen Reaktionen kirchennaher Kreise, die nur schwer geglättet werden konnten. Johann Georg Weinzierl sah sich veranlasst, durch eine öffentliche Erklärung eine Brücke zu bauen.